# Маскарад (телешоу)
«Маскарад» — українське розважальне шоу, що є адаптацією румунського проєкту «Mysteries in the spotlight». У шоу учасники двох команд намагаються відгадати, хто ховається під маскарадним костюмом.
Прем'єра шоу відбулася 3 жовтня 2020 року на телеканалі «1+1». Попередньо прем'єра мала відбутися 26 вересня, але цей день в Україні був оголошений днем жалоби у пам'ять про загиблих в Авіакатастрофі Ан-26 під Чугуєвом.

## Формат
У кожному випуску на сцену виходитимуть 5 виконавців у маскарадних костюмах, які демонструють свої таланти. Їхнє головне завдання — замаскуватися настільки майстерно, щоб їх не впізнали. Кожен найзагадковіший учасник вирушатиме напряму до суперфіналу, інший учасник, який найгірше замаскувався, вибуватиме із шоу.
У шоу беруть участь дві команди, які змагатимуться одна з одною, щоби вгадати, хто з відомих особистостей ховається під маскарадним костюмом. Команди не лише намагатимуться вгадати якомога більше учасників, але й змагатимуться між собою у ліпсінк-батлі, виборюючи право першим назвати ім'я учасника у костюмі. Переможцем шоу стане одна із команд. Костюми — це alter ego учасників, яке містить підказки для команд про те, хто ховається всередині.

## Сезони
| Сезон | Прем'єра        | Фінал            | Ведучі               | Команди                                     | Команди                                           |
| Сезон | Прем'єра        | Фінал            | Ведучі               | Перша команда                               | Друга команда                                     |
| ----- | --------------- | ---------------- | -------------------- | ------------------------------------------- | ------------------------------------------------- |
| 1     | 3 жовтня 2020   | 7 листопада 2020 | Юрій Горбунов «Лайк» | - ПТП - Наталія Могилевська - Юрій Ткач     | - Monatik - Влад Яма - MARUV                      |
| 2     | 18 вересня 2021 | 6 листопада 2021 | Тімур Мірошниченко   | - Юрій Ткач - Юлія Саніна - Маша Єфросініна | - Ігор Ласточкін - Володимир Дантес - Ірина Білик |

## Перший сезон

### Учасники
| Костюм           | Учасник            | Рід занять        | Випуск  | Випуск  | Випуск          | Випуск             | Випуск | Випуск               |  |
| Костюм           | Учасник            | Рід занять        | 1       | 2       | 3               | 4                  | 5      | 6                    |  |
| ---------------- | ------------------ | ----------------- | ------- | ------- | --------------- | ------------------ | ------ | -------------------- |  |
| Кака             | Ігор Ласточкін     | Шоумен            |         | Пройшов | Пройшов         | Пройшов            |        | Золотий супергерой   |  |
| Прима без голови | Сергій Бабкін      | Співак            | Пройшов | Пройшов |                 | Срібний супергерой |        |                      |  |
| Дракоша          | Юлія Саніна        | Співачка          | Пройшла | Пройшла | Пройшла         |                    |        | Бронзовий супергерой |  |
| The Стрекоза     | Володимир Дантес   | Співак            | Пройшов |         |                 |                    |        | Суперфіналіст        |  |
| Курка            | Надія Дорофеєва    | Співачка          |         | Пройшла | Суперфіналістка |                    |        |                      |  |
| Кенгуруш         | Даша Астаф'єва     | Співачка, акторка |         |         | Пройшла         | Пройшла            | Вибула |                      |  |
| Баран-репер      | Гарік Корогодський | Бізнесмен         |         |         |                 | Пройшов            | Вибув  |                      |  |
| Русалка          | Ольга Сумська      | Акторка           |         |         |                 |                    | Вибула |                      |  |
| Лицар            | Наталія Мосейчук   | Телеведуча        |         |         |                 | Пройшла            | Вибула |                      |  |
| Кінь             | Леся Нікітюк       | Телеведуча        |         |         | Пройшла         | Вибула             |        |                      |  |
| Равлик           | Віктор Павлик      | Співак            | Пройшов | Пройшов | Вибув           |                    |        |                      |  |
| Мумія            | Kyivstoner         | Репер             |         | Вибув   |                 |                    |        |                      |  |
| Вареник          | Катерина Кухар     | Балерина          | Вибула  |         |                 |                    |        |                      |  |

## Другий сезон

### Учасники
| Костюм          | Учасник              | Рід занять          | Випуск  | Випуск  | Випуск  | Випуск  | Випуск  | Випуск  | Випуск  | Випуск               |
| Костюм          | Учасник              | Рід занять          | 1       | 2       | 3       | 4       | 5       | 6       | 7       | 8                    |
| --------------- | -------------------- | ------------------- | ------- | ------- | ------- | ------- | ------- | ------- | ------- | -------------------- |
| Гуска Господиня | Руслана Писанка      | акторка, телеведуча |         |         |         |         |         |         |         | Золотий супергерой   |
| Троль           | Khayat               | співак              |         |         |         |         |         |         |         | Срібний супергерой   |
| Капелюшник      | Юрій Горбунов        | телеведучий         |         |         |         |         |         |         | Пройшов | Бронзовий супергерой |
| Пан Коцький     | Валерій Харчишин     | співак              |         |         |         |         |         | Пройшов | Пройшов | Суперфіналіст        |
| Лялька          | Ірина Сопонару       | акторка             |         |         |         |         |         |         | Пройшла | Суперфіналістка      |
| Лускунчик       | Володимир Горянський | актор               |         |         |         |         | Пройшов | Пройшов | Вибув   |                      |
| Нептун          | Дмитро Дікусар       | танцівник           |         |         |         |         | Пройшов | Пройшов | Вибув   |                      |
| Іншопланетянин  | Антон Савлепов       | співак              |         |         |         | Пройшов | Пройшов | Вибув   |         |                      |
| Ронін           | Артем Пивоваров      | співак              |         |         |         |         |         | Вибув   |         |                      |
| Мотанка         | Валентина Хамайко    | акторка, телеведуча |         |         |         | Пройшла | Вибула  |         |         |                      |
| Бабайка         | Фагот                | співак, репер       |         | Пройшла | Пройшла | Пройшла | Вибув   |         |         |                      |
| Пірат           | Іво Бобул            | співак              |         |         | Пройшов | Вибув   |         |         |         |                      |
| Ельф            | Олександр Стоянов    | артист балету       |         |         | Пройшов | Вибув   |         |         |         |                      |
| Арлекін         | Георгій Делієв       | актор               |         | Пройшов | Вибув   |         |         |         |         |                      |
| Мавка           | Руслана              | співачка            | Пройшла | Пройшла | Вибула  |         |         |         |         |                      |
| Кішка           | Лілія Подкопаєва     | гімнастка           | Пройшла | Вибула  |         |         |         |         |         |                      |
| Медуза Горгона  | Джамала              | співачка            | Пройшла | Вибула  |         |         |         |         |         |                      |
| Ведмедик Тедді  | Михайло Поплавський  | співак, ректор      | Вибув   |         |         |         |         |         |         |                      |
| Папуга з Ріо    | Олександр Попов      | актор, телеведучий  | Вибув   |         |         |         |         |         |         |                      |